# Marlon de Jesús
Marlon Jonathan de Jesús Pabón (Ibarra, 4 settembre 1991) è un calciatore ecuadoriano, attaccante dello Sport Huancayo.

## Caratteristiche tecniche
Attaccante dotato di un fisico imponente, è particolarmente adatto al ruolo di centravanti-boa; è bravo nei colpi di testa e negli inserimenti.

## Carriera

### Club
Ha giocato varie stagioni con la maglia dell'Emelec per poi trasferirsi nel 2013 al C.F. Monterrey.

### Nazionale
Conta 3 presenze con l'Ecuador.